# Karakitajski kanat
Karakitajski kanat  ali Kara Kitaj (mongolsko Хар Хятан, Har Hjatan, tradicionalno kitajsko 西遼, poenostavljeno kitajsko 西辽, pinjin Xī Liáo), uradno Veliki Liao (tradicionalno kitajsko 大遼, poenostavljeno kitajsko 大辽, pinjin Dà Liáo), je bilo pokitajčeno cesarstvo Kitanov v Centralni Aziji, ustanovljeno leta 1124. Ustanovil ga je Jelu Daši, ki je potem, ko je dinastija Jin osvojila njegovo domovino v sedanji severni in severovzhodni Kitajski, odpeljal ostanke dinastije  Liao v Centralno Azijo. Cesarstvo so si leta 1211 prisvojili Kučlugovi Najmani. Tradicionalni kitajski, perzijski in arabski viri trdijo, da je uzurpacija oblasti pomenila konec karakitajske države. Cesarstvo je leta 1218 osvojilo  Mongolsko cesarstvo. 

## Imena
Kara Kitan (Hala Qidan) je ime, katero so za svoj kanat uporabljali Kitani. V turščino se je ime pogosto prevajalo kot Črni Kitan, čeprav izviren pomen imena še vedno ni jasen. V mongolščini se kanat imenuje  Хар Хятан (Har Hjatan ali Har Kidan). Zaradi kitanskega porekla vladajoče dinastije ga kitajski zgodovinarji na splošno imenujejo Zahodna dinastija Liao, s čimer poudarjajo njegovo povezavo z dinastijo Liao iz severne in severovzhodne Kitajske. V kitajščini se je uporabljalo  tudi ime Črni Kitani (黑契丹). Jurčeni so ga imenovali Daši ali Daši Linja, se pravi  po njegovem ustanovitelju, s čimer so želeli izničiti vse zahteve kanata po ozemljih dinastije Liao.  Muslimanski zgodovinarji so državo sprva imenovali enostavno Hitaj ali Kitaj, po mongolski osvojitvi kanata pa  se je v islamskem svetu začelo uporabljati ime Kara-Hitai ali Kara-Kitaj. 

## Zgodovina

### Ustanovitev
Karakitajski kanat je ustanovil Jelu Daši, ki je po propadu dinastije Liao odpeljal nomadske Kitane na zahod. Dinastijo Liao so strmoglavili kitanski vazali Jurčeni s pomočjo izdajalske dinastije Song.  Jelu je iz kitanskih in drugih plemen organiziral vojsko in leta 1134 osvojil karakanidsko mesto Balasagun, s čimer se je začel vzpon novega cesarstva v Centralni Aziji. Kitanski vojski se je kmalu pridružilo 10.000 Kitanov, nekdanjih podložnikov Karakanidskega kanata. Kitani so zatem osvojili Kašgar, Hotan in Džimsar. Leta 1137 so porazili Zahodni karakanidski kanat v Hučandu in nazadnje prevzeli oblast tudi v Ferganski dolini. 9. septembra 1141 so v bitki na Katvanski ravnini porazili vojsko Zahodnih Karakanidov in Seldžukov in po zmagi prevzeli oblast v Transoksaniji.

### Jelu Dašijevi nasledniki
Jelu Daši je umrl leta 1143. Nasledil ga je sin Jelu Jiliu, ki je do leta 1150 vladal pod regentstvom svoje matere Šjao Tabujan. Ko je leta 1163 umrl, ga je nasledila sestra Jelu Pusuvan, ki je svojega moža Šjao Doulubuja  poslala na več vojnih pohodov se zaljubila v njegovega mlajšega brata Šjao Fugušija. Leta 1177 so na ukaz njenega tasta  tast Šjao Volila njo in njenega ljubimca usmrtili in na njeno mesto leta 1178 postavili Jelu Žiluguja. Cesarstvo so razjedali stalni upori in notranje vojne med vazali, zlasti v zadnjih desetletjih njegove zgodovine. 

### Kučlugova uzurpacija oblasti in propad kanata
Leta 1208 je najmanski knez Kutlug po porazu z Mongoli pobegnil iz domovine v Karakitajski kanat, kjer so ga lepo sprejeli in mu dovolili poroko z Žilugujevo hčerko. Leta 1211 se je uprl in Jelu Žiluguja na lovu aretiral in mu dovolil, da ostane uradni vladar. Žilugu je čez dve leti umrl. Mnogo zgodovinarjev meni, da je njegova smrt omenila konec Karakitajskega kanata. Leta 1216 je Džingiskan poslal na lov za Kučlugom svojega generala Džebeja.  Kučlug je pobegnil, vendar so ga leta 1218 ujeli in obglavili. Do leta 1220 so Mongoli osvojili celotno karakitajsko ozemlje.

### Posledice
Karakitajski kanat je bil priključen k Mongolskemu cesarstvu. Del karakitajske vojske se je že pred tem pridružil mongolski vojski v boju proti Kučlugu. Drug del Karakitajcev na čelu s Barak Hadžibom je v Kermanu v južni Perziji ustanovil od Mongolov odvisen  Kirmanski karakitajski kanat, ki je obstajal do konca 14. stoletja, Karakitanci so se kot del mongolske vojske  razselili po celi Evraziji in v 14. stoletju začeli izgubljati svojo etnično identiteto. Sledove so pustili v nekaj plemenskih in krajevnih imenih od Afganistana do Moldove. Eno od kitanskih plemen še vedno živi v severnem Kirgizistanu.

## Državna uprava
Kitani so vladali iz prestolnice Balasagun v sedanjem Kirgizistanu in neposredno upravljali samo osrednji del kanata. Preostali del države je bil sestavljen iz zelo avtonomnih vazalnih držav, predvsem Horezma, Karluške plemenske zveze, Ujgurskega kraljestva, Kankalija in Zahodnih, Vzhodnih in Ferganskih Karakanidov. Pred Kučkugovo uzurpacijo oblasti so bili karakitajski vazali tudi Najmani. 
Kitanski vladarji so privzeli mnogo upravnih elementov dinastije Liao, vključno konfucijsko administracijo in cesarskim razkošjem. Naslavljali so se z  gurkan – nebeški kan. Kitani so uporabljali kitajski koledar, kitajske dvorne in administrativne nazive, dajali cesarjem vladarska imena, kovali kitajskemu denarju podoben denar in svojim vazalom pošiljali cesarske pečate. Razen kitajskih administrativnih nazivov so privzeli tudi nekaj lokalnih, na primer tajangju (turški naziv) in vezir. 
Kitani so  v novi domovini obdržali svoje stare običaje. Ostali so nomadi, nosili tradicionalna oblačila in ohranili svoja verovanja.  Vladajoča elita je poskušala vzdržavati tradicionalno sklepanje zakonov med vladarskima klanoma Jelu in Šja in zelo nasprotovala poročanje svojih princes s tujci. Karakitajski Kitani so bili privrženci mešanice budizma in tradicionalnih kitanskih verovanj, v katera je spadalo čaščenje ognja in  žrtvovanje sivega vola in belega konja. Njihova inovacija so bile redne plače kitanskih vojakov. 
Cesarstvo je vladalo različnim ljudstvom ki so se zelo razlikovala od vladajočega. Večina prebivalstva je bila stalno naseljena, vendar je proti koncu cesarstva zaradi priliva Najmanov nenadoma spet postala nomadska.  Večino prebivalstva so tvorili muslimani, pomembni manjšini pa so tvorili tudi nestorijanci in budisti. V državni upravi sta se uporabljala predvsem kitajski in kitanski jezik, razen njiju pa tudi perzijski in ujgurski jezik.

## Povezave  s Kitajsko
Po dinastiji Tang (vladala 618 - 907) so vsi nekitajski imperiji poskušali pridobili ugled z dokazovanjem svoje povezave s Kitajsko. Kitanski vladarji so zato uporabljali naziv gurkan, kot kitajski cesarji, ali naziv kan Čina - vladar Kitajske. Karakitajci so s tem poskušali legitimirati svojo oblast nad muslimani, saj je kitajski cesar skupaj z vladarji Turkov, Arabcev, Indije in Bizanca veljal za enega od »petih velikih kraljev«.
Karakitajsko cesarstvo v Centralni Aziji je privzelo sijaj kitajske države, kovalo kitajskemu podoben denar, prevzelo kitajsko pisavo, tablice in pečate, uporabljalo kitajske proizvode kot so porcelan,  ogledala, žad in druge kitajske običaje. Privrženost kitajski tradiciji naj bi bil eden od glavnih vzrokov, da se Karakitajci  niso spreobrnili v islam. V državi je bilo kljub temu relativno malo Kitajcev Han. Kitajci Han so v dinastiji Liao živeli v Kedunu in so se leta 1124 pod Jelu Dašijem skupaj z drugimi prebivalci Keduna – Bohaji, Jurčeni, mongolskimi plemeni, Kitani in klanom Šiao odselili na zahod.
Karakitajska oblast nad muslimani v Centralni Aziji je spremenila poglede nekaterih muslimanskih pisateljev iz Centralne Azije, ki je bila nekaj sto let povezana s Kitajsko. Ko je dinastija Tang izgubila oblast v regiji, je Marvazi zapisal, da je Transoksanija nekdanji del Kitajske, medtem ko je Fahr al-Din Mubarak Šah definiral Kitajsko kot del Turkestana, mesti Balasagun in Kašgar pa sta veljali za Kitajski.

## Zapuščina
Povezovanje Kitancev s Kitajsko je v srednjem veku v Evropi dala ime Kitajski. Ime se je do danes ohranilo v številnih jezikih, tudi v slovenskem.  Ime Kitaj, ki ga za Kitajsko uporabljajo nekatera turško govoreča ljudstva na Kitajskem, na primer Ujguri,  imajo kitajske oblasti za poniževalno in ga poskušajo odpraviti.

## Seznam vladarjev
- Jelu Daši (1130 - 1143)
- Šjao Tabujan (regentka) (1143 - 1150)
- Jelu Jiliu (1150 - 1163)
- Jelu  Pusuvan (regentka) (1163 - 1178)
- Jelu Žilugu (1178 - 1213)
- Kutlug  (Najman, uzurpator) (1213 - 1218)

## Vira
- Biran, Michal (2005). The Empire of the Qara Khitai in Eurasian History: Between China and the Islamic World. Cambridge Studies in Islamic Civilization. Cambridge, England: Cambridge University Press. ISBN 0521842263.
- Pozzi, Alessandra; Janhunen, Juha Antero; Weiers, Michael, ur. (2006). Tumen Jalafun Jecen Aku: Manchu Studies in Honour of Giovanni Stary. Otto Harrassowitz Verlag. ISBN 978-3-447-05378-5.